# توماس بريكويل
توماس بريكويل (1872–1902) كان أول إنجليزي يدخل في البهائية وأول من قام بـ الحج إلى عكا (المعروف باسم عكا). وكان أيضًا أول بهائي غربي يقدم حقوق الله "حق الله"، وهو مساهمة طوعية لرئيس الدين وتعتبر وسيلة لتطهير الممتلكات. تلقى تعليم البهائية على يد مي بولز (التي أصبحت فيما بعد مي ماكسويل) أثناء إجازة في صيف عام 1901 في باريس، ثم ذهب فورًا في رحلة حج للقاء عبد البهاء (الابن الأكبر لبهاء الله، مؤسس الدين وخليفته المعين) في عكا في نفس الصيف. بناءً على طلب عبد البهاء، استقر بريكويل بشكل دائم في باريس، حيث عمل بحماس لتعليم الدين والمساعدة في تطوير مجتمع البهائيين في باريس. توفي توماس بريكويل بمرض السل في 13 يونيو 1902، بعد أقل من عام من انضمامه إلى الدين.
من المنظور البهائي، تكمن أهمية حياة توماس بريكويل ليس في إنجازاته المادية أو المهنية، ولكن في قدرته الروحية. لقد لاحظ عدد من الأشخاص الذين التقى بهم نقاءه وانفصاله وتفانيه الشديد، وبالأخص وبشكل كبير بواسطة عبد البهاء. في عام 1955، أشاد شوقي أفندي، الذي كان آنذاك رئيس الدين، ببريكويل كواحد من ثلاث أضواء في البهائية في المملكة المتحدة.

## الحياة المبكرة

### الولادة والنشأة
وُلد توماس ج. بريكويل في 31 مايو 1872، في بلدة ووكينغ في جنوب إنجلترا، وكان الأصغر بين خمسة أطفال. كان والده، إدوارد بريكويل، يبيع الأدوات الحديدية المنزلية وكان يعمل كعشاب. في ستينيات القرن التاسع عشر، انضم والد توماس إلى كنيسة الميثوديين البدائية ومن المؤكد تقريبًا أن هذه كانت التقاليد الدينية التي تعرض لها توماس أثناء نشأته. تلقى توماس تعليمه في مدرسة عامة.

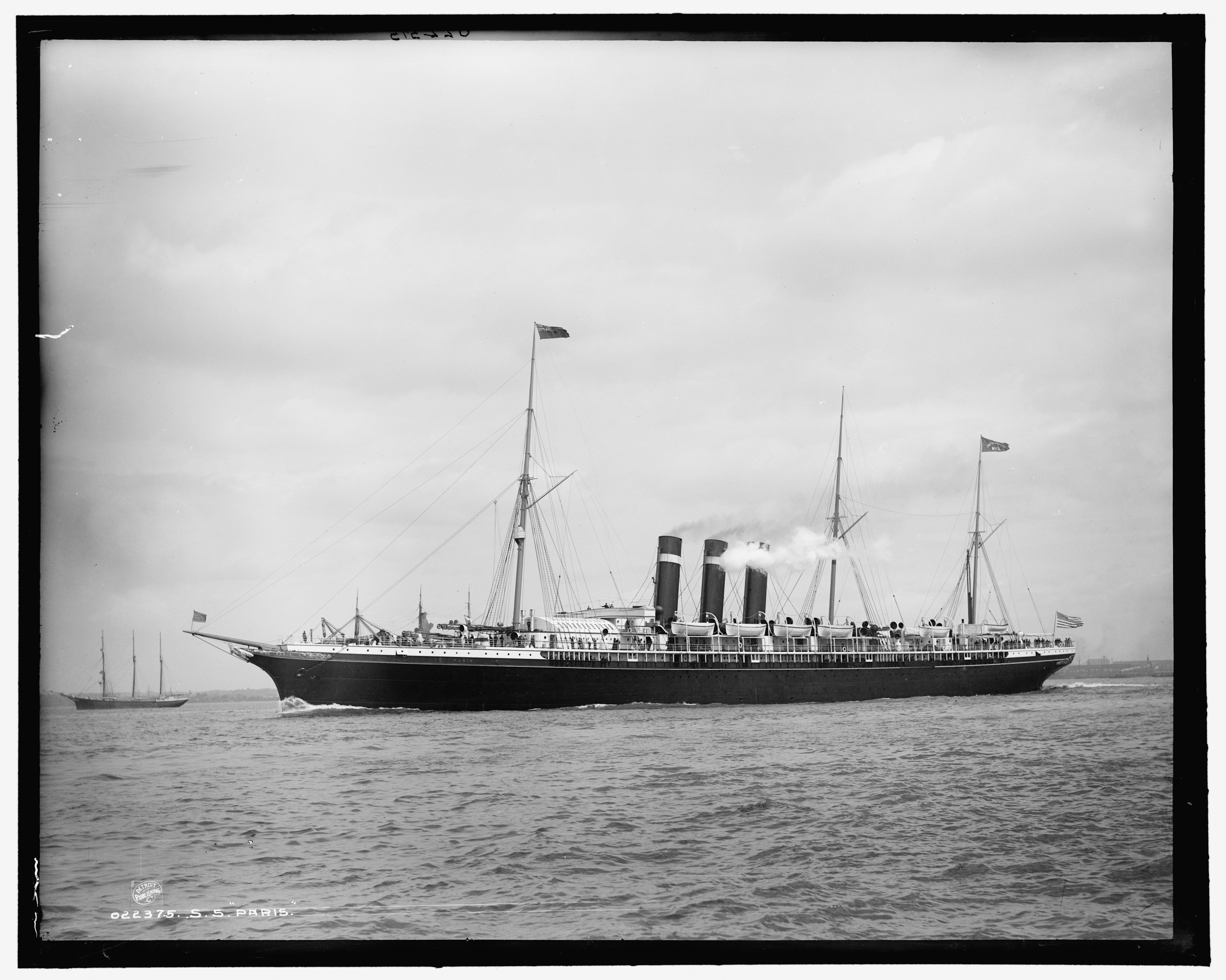
إس إس مدينة باريس في منتصف تسعينيات القرن التاسع عشر

### الولايات المتحدة
حوالي 1888/9 هاجر بريكويل إلى الولايات المتحدة. شهد بريكويل أنه كان في مايو 1888 لكن قائمة ركاب SS City of Paris تُظهر وصوله في 8 مايو 1889، إلى مدينة نيويورك متجهاً إلى إلينوي في سن 16 عامًا وواصل رحلته مع 8 قطع من الأمتعة كراكب في المقصورة الثانية.

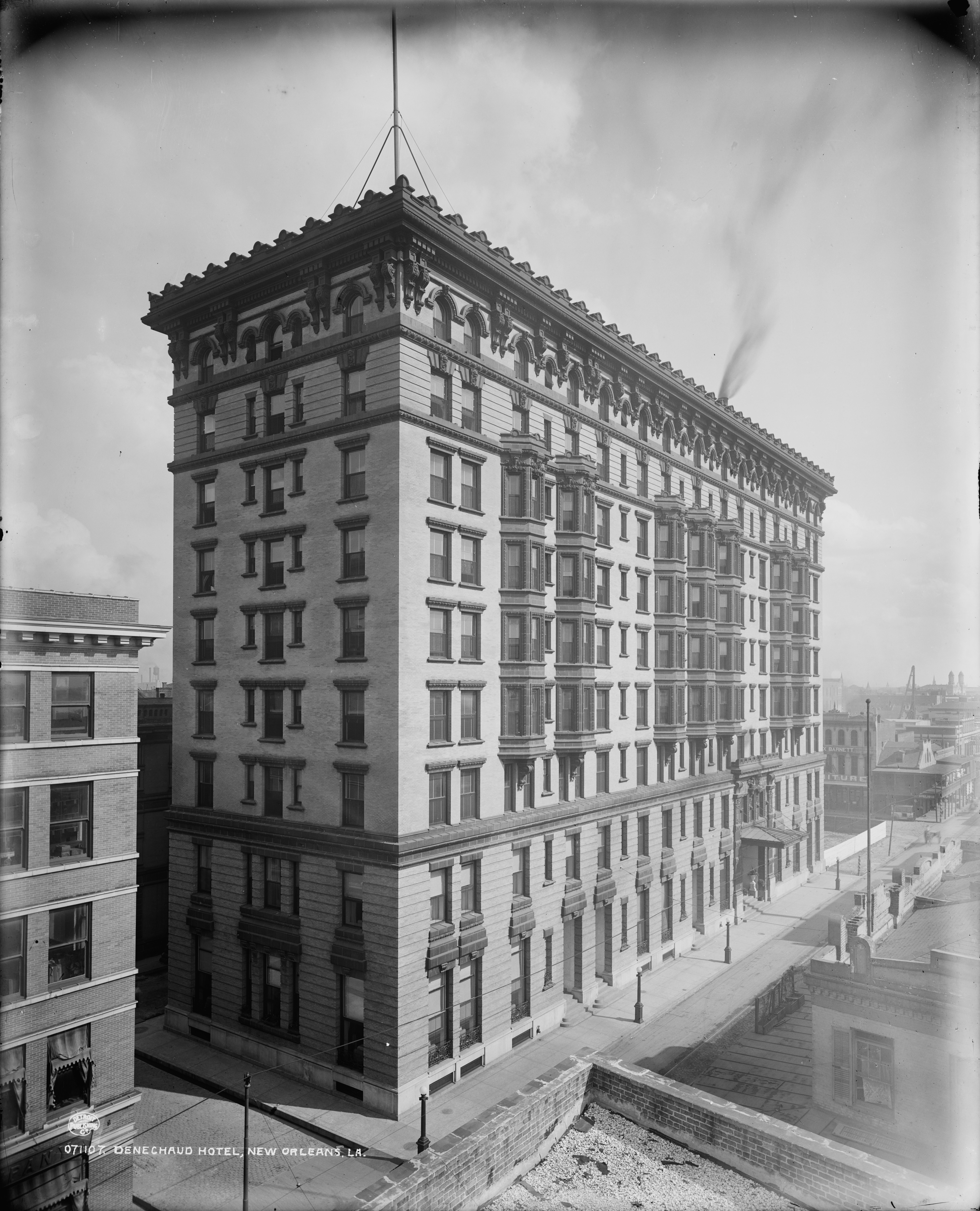
فندق دينشو حوالي عام 1900

 شهد لاحقًا أنه عاش في شيكاغو لمدة عامين ثم انتقل إلى نيو أورلينز، حوالي وقت إضراب نيو أورلينز العام عام 1892 وإعصار تشينير كامينادا عام 1893. وسط نيو أورلينز في تسعينيات القرن التاسع عشر، يبدو أن بريكويل أقام في فندق دينشو "من شيكاغو" في سبتمبر، 1893.

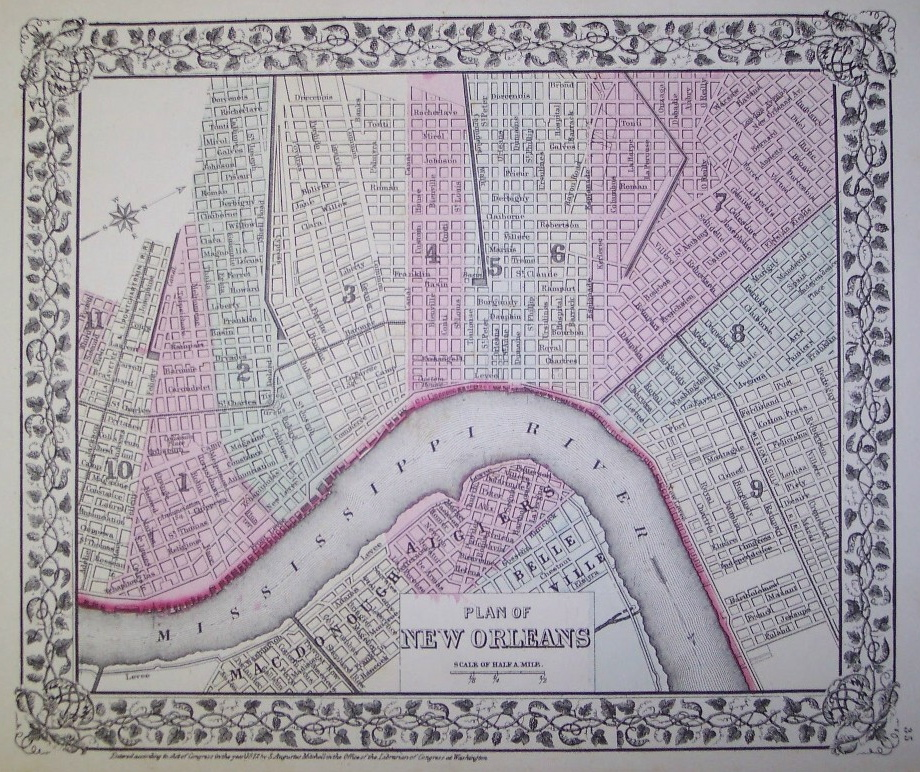
يتقاطع كاروندوليت مع الدائرة 1 و 2

 لم يظهر في دليل المدينة حتى عام 1894. يُظهر الدليل أنه كان يعمل مع فلاور، كينج وبوتنام في 214 غرافيير ويقيم في 212 كاروندوليت، وكلاهما في وسط مدينة نيو أورلينز. كان فلاور من فلاور، كينج وبوتنام، هو والتر سي. فلاور.

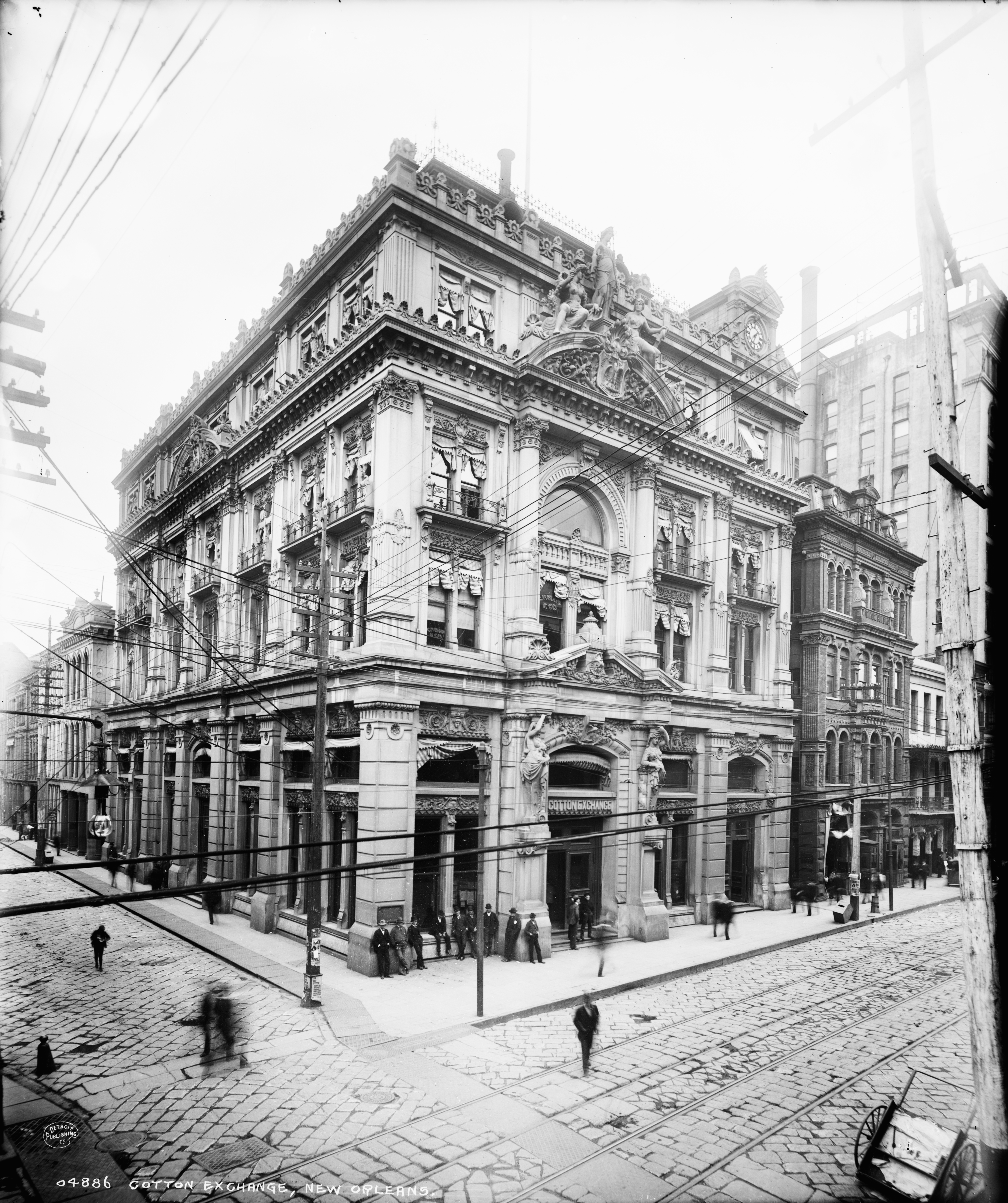
مبنى بورصة القطن في نيو أورلينز أواخر تسعينيات القرن التاسع عشر

 كان فلاور من عائلة زراعية تعمل في إنتاج القطن وكان أيضًا متورطًا في إعدامات نيو أورلينز في 14 مارس 1891 لـ 11 إيطاليًا وسيصبح فيما بعد عمدة نيو أورلينز من 1896 إلى 1900. كان تقاطع غرافيير وكاروندوليت هو بورصة القطن في نيو أورلينز. لاحقًا أشار بريكويل إلى أن وظيفته كانت تعتمد على تجارة القطن وعمالة الأطفال مثل الموجودة في مصانع النسيج في ذلك الوقت حيث شعر بالحزن.
1894 كان أيضًا عاملاً للقلق بالنسبة لبريكويل التي ذُكرت في السنوات اللاحقة – من غير المؤكد إذا كان يعرف عن هذه التطورات في الوقت الذي أدى به إلى مزيد من الاستكشافات لاحقًا أو إذا لم تذكر أو إذا نسي أنها حدثت. أولاً كان هناك مقال عن الديانة البهائية نُشر في ذا تايمز-بيكان في أواخر يناير يوضح الدين بشروط إيجابية وتحدث عن أساس تذكار وفاة بهاء الله. لم يُذكر المصدر ولكنه كان يقيم في فندق رويال. قد يكون واحدًا من النزلاء الجدد نُشر قبله بأيام قليلة. تكرر المقال في صحف أخرى في البلاد لعدة أشهر. تُذكر اهتمامات بريكويل في وقت لاحق الثيوصوفيا، (على الرغم من أن نوعها لم يُحدد.) كان 1894 عام نشاط جديد للثيوصوفيا في نيو أورلينز. في فبراير حضرت آنا إيفا فاي إلى المدينة، تبعتها كونستانس واختمايستر، وفي 1 مايو تم تشكيل جمعية، والتي بدأت في عقد اجتماعات، والإعلان. لم يُذكر متى حدث هذا في الحسابات اللاحقة لكن بريكويل أفاد أن هناك فترة ثلاثة أشهر عندما شعر "كنت باستمرار في تواصل مع الله." بغض النظر، في أواخر 1894 كان بريكويل مرئيًا في حفل عيد الميلاد لنادي سانبيم كـ"سانتا كلوز المثالي." كان بريكويل مرئيًا بالمثل في دليل المدينة في 1895، والمقال السابق عن نادي سانبيم تكرر. وقعت أعمال شغب عمال الرصيف في نيو أورلينز 1895 في ذلك الربيع. يُلاحظ أيضًا أن بريكويل أخذ رحلة عودة من إنجلترا على إس إس نيويورك في أغسطس مصنفًا كاختزال. هذه الوظيفة مع فلاور وكينغ وبتنام وفرت له دخلًا ووقت إجازة كافي لزيارة عائلته في إنجلترا والسفر في أوروبا.
أثناء فترة خدمة فلاور في منصب العمدة، سعى بريكويل للحصول على الجنسية الأمريكية وحصل عليها في نفس اليوم 16 يونيو 1898. كان أحد الشهود الذين تم تقديمهم لتوثيق بريكويل هو جون إس. واترمان. كان واترمان عضواً مؤسساً في فرع نيو أورلينز لجمعية الوقاية من القسوة على الحيوانات، بالإضافة إلى كونه السكرتير الخاص للعمدة فلاور.
منتصف فبراير 1899 كان وقتًا لطقس شديد في نيو أورلينز مع العاصفة الثلجية الكبرى لعام 1899 التي أنتجت موجة برد قياسية على الإطلاق و3 بوصات من الثلوج على الأرض عندما يكون الطقس عادة بين 50 °فهرنهايت و80 درجة فهرنهايت. وحدث آخر ملحوظ في نيو أورلينز كان أعمال شغب روبرت تشارلز. وككمواطن جديد، كانت الانتخابات الأولى التي يمكن أن يصوت فيها هي الانتخابات في لويزيانا من انتخابات الولايات المتحدة لعام 1900. بالنسبة لبريكويل، عام 1900 مثل أيضًا تغييرًا في العمل - حيث بدأ العمل لدى دبليو. سي. كريغ وشركاه، ولا يزال يعمل في التجارة الرئيسية في ذلك العصر - القطن، في 822 جرافيير كمسك دفاتر. دبليو. سي. كريغ كان له ارتباط عائلي مع عائلة فلاور من فيكسبيرغ، ميسيسيبي، مع روابط إلى لويزيانا لكنه كان في الغالب في كارولينا الشمالية.

## اكتشاف الديانة البهائية
غادر بريكويل الولايات المتحدة في 29 مارس 1901، وكان يعيش في إنجلترا من 2 حتى 28 يوليو 1901. في أواخر يوليو أو أوائل أغسطس زار فرنسا وقابل السيدة ميلنر على متن السفينة.
 لا يُعرف ما إذا كانت السيدة ميلنر هذه على اتصال من نيو أورليانز أو التقت فقط على متن السفينة إلى فرنسا – ولكن كان هناك سيدتان باسم ميلنر في نيو أورليانز – الأولى كانت من برمنغهام، ميسيسيبي، ولها أقارب في المدينة، والثانية كانت زوجة مدير البريد في نيو أورليانز، بالرغم من أنه تم وضعه هناك لمدة عام واحد فقط. بغض النظر، كانت هذه السيدة ميلنر ملمّة بأفكار في الدين مثل الثيوصوفية وشعرت بأنه يجب أن تأخذ بريكويل لزيارة معرفتها ماي بولز (لاحقًا ماكسويل). في لقائهما الأول في باريس، أجابت بولز على أسئلة بريكويل حول الثيوصوفيا ولكن عند الوداع سأل بريكويل عما إذا كان بإمكانه الاتصال بها في اليوم التالي.
وفقًا لبوليس، عندما عادت بريكويل في اليوم التالي، أخبرها أنه قد اختبر لحظة روحانية عميقة بعد مغادرتها. أخبرها بريكويل أنه بينما كان يسير في الشانزلزيه، "فجأة ضربتني ريح ولفت حولي، وفي تلك الريح قال صوت، بحلاوة لا توصف واختراق، 'لقد أتى المسيح مرة أخرى! لقد أتى المسيح مرة أخرى!'" عندما سأل بريكويل بوليس إذا كانت تعتقد أنه مجنون، أجابت "لا، أنت فقط أصبحت عاقلًا." على مدى الأيام الثلاثة التالية، شرحت بوليس تاريخ ومبادئ وقوانين الديانة البهائية وقدمته له مواد للقراءة.:Kindle position 3282 رتبت بوليس رسالة قبول بريكويل لـ عبد البهاء كرئيس للديانة في 8 أغسطس 1901.:Kindle position 2400 عندما علم بآخر بهائي، هربرت هوبر، مهندس معماري ولد في نبراسكا، كان ذاهبًا في الحج في البهائية، قرر بريكويل إلغاء خطط سفره الحالية وذهب مع هوبر،:Kindle position 3282 وقدم طلبًا لجواز سفر طارئ في 9 أغسطس للسفر في أوروبا و"سول-إيست". كان هوبر قد قدم طلبًا لجواز سفر طارئ في 29 يوليو.

### الاجتماع مع ʻAbdu'l-Bahá

خليج عكا

التأشيرة التي تمكن بركويل وهوبر من الحصول عليها سمحت لهما بالبقاء في عكا لمدة يومين، يومين وليلتين، وانضمت إليهما إيزابيلا بريتنغهام.:موقع كيندل 3578 لقد تم نقلهما إلى منزل ʻAbdu'l-Bahá في عكا. أصيب بركويل بشك حول الرحلة بأكملها إلى درجة أنه شعر بالمرض، حتى دخل ʻAbdu'l-Bahá الغرفة. لوحظ من قبل آخرين هناك أنه ذو خلفية مسيحية وقد قبل الدين بناءً على كتابات البهائية ونبوءات من ديانات سابقة. ملاحظات حج غير موثوقة عن تجربتهم هناك تُشير إلى عدة نقاط: التحذيرات من أوقات نبوية مضطربة تعني بشائر إرادة الله، وأن السلام العالمي سيأتي، ولكن يجب تحمل أحداث جسيمة وقلب المجتمع أولاً، مقارنات بين كشف يسوع وبهاء الله، والتأكيد على عدم استخدام المعجزات كأدلة على الدين أو مقام بهاء الله، على الرغم من أنه تمت مشاركة قصص المعجزات أيضًا.
أثناء مقابلته مع عبد البهاء، شرح بريكويل أنه استفاد من صناعة القطن التي كانت توظف عمالة الأطفال وحزنه على مثل هذا العمل وسأل عبد البهاء ما يجب عليه فعله بشأن وضعه. عند سماعه ذلك، وجه عبد البهاء توماس بريكويل بإرسال برقية استقالة، وهو ما فعله بريكويل أثناء وجوده هناك. رغم أن المعارضة الاجتماعية لعمالة الأطفال في أمريكا بدأت منذ سبعينيات القرن التاسع عشر على مستوى المناطق، إلا أن الحركة النشطة المنظمة على المستوى الوطني ستبدأ حوالي عام 1901 مع رواد اللجنة الوطنية لعمالة الأطفال. وقبل المغادرة، طلب عبد البهاء أيضًا من بريكويل الاستقرار في باريس.
بريكويل كتب رسالة إلى بولس في باريس بتاريخ 8 سبتمبر قائلاً جزئياً::الموقع على كيندل 3564 "…لكن من المستحيل، كما تعلم، التعبير عن المشاعر، على الرغم من أنها مثل أن تكون محاطاً ببحر من المياه الروحية، وهي تغطي الجسم بأكمله. الجو أيضاً يبدو، وهو، مختلف. دعوت الله أن يعلمني التواضع، وهو يعلمني إياه يومياً، إذ لم أشعر قط بعيوب ونقصي بعمق كهذا. أحياناً أشعر وكأنني أستطيع أن ألقي بنفسي عند أقدام السيد وأبكي طلباً لرحمة الله، وأنا بالتأكيد سأفعل ذلك عندما أحصل على فرصة مواتية…" ʻعبد البهاء لم يرافق الحجاج إلى ضريح الباب بسبب القيود التي فرضها عليه الحاكم المحلي.:الموقع على كيندل 3720

### الحياة في باريس
عاد بريكوول إلى باريس في سبتمبر،:الموضع 3557 في كيندل وبدأ في إرسال رسائل، غالبًا على أوراق خضراء، كل أسبوعين تقريبًا إلى جهة اتصال كان يرى ʻعبدالبها بشكل متكرر ومن شأنه أن ينقل الردود. عدة رسائل تطلب أن تُحمل المعاناة لتبقيه واعياً – "... أطلب من الله المحنة؛ أرغب في ألم لا يتناقص. أتشوق للمعاناة بلا توقف؛ أشتاق للعذاب الدائم حتى لا أهمل للحظة ذكر حبيبي." في كلمات ڤيوليت ناكهجواني، "كان توماس بريكوول كالمذنب الذي يتألق فوق سماء باريس في مطلع القرن. لم يكن أحد يمكنه أن يضاهيه في حماسه، ولا أحد يمكنه أن يوازي حماسة إيمانه. إنها القصة التي ستظل مرتبطة بسر تعليمات ʻعبدالبها لماي للبقاء في العاصمة الفرنسية بأي ثمن ذلك الصيف؛ كان قبوله للقضية ثمرة طاعتها.":الموضع 3243 في كيندل روى بولس أنه أظهر أدباً مثالياً، وحماسة شديدة، وبلاغة، وتعاطفاً وحباً حقيقياً، وبدأ يعيش حياة تقشفية، يمشي بدلًا من استخدام سيارات الأجرة ويعيش في أحد الأحياء الفقيرة في باريس. تلقت جولييت طومسون وصف جوبينو لاستشهاد الباب من بريكوول ووجدته مؤكداً جداً لإيمانها. خلال هذا الوقت، وصل والدا بريكوول لأخذه إلى المنزل وإعادته لديانة عائلته؛ تخلى عنهما عندما فشلا. ومع ذلك، بعد أقل من أسبوعين، أصبح والده أيضًا بهائيًا.
هناك صورة واحدة معروفة ل بريكويل. وهو جالس في الوسط السفلي مع ماي بولز على يساره مباشرة. تم نشرها في الأصل في عالم البهائية المجلد 2 في عام 1928، ولكن منذ ذلك الحين نُشرت في عدة أماكن وتم التعرف على معظم أسماء الأشخاص.

### تدهور الصحة والوفاة
بعد العديد من الرسائل إلى ʻعبدو البهاء، أبلغ بريكويل أنه كان مريضًا. لاحظ بولز علامات مرضه بعد حوالي ستة أشهر من عودته من الحج وكان سرعان ما تحت رعاية طبيب العائلة على الرغم من تشخيصه التهاب الشعب الهوائية المزمن.:موضع كيندل 3585 في الواقع، كان بريكويل قد أصيب بمرض سل. في رسائله إلى ʻعبدو البهاء، يظهر بريكويل استسلامًا مشرقًا لحالته، وهو ليس فقط متقبلاً لمعاناته، بل يرغب في ألم أكبر، قائلاً، "المعاناة خمر مسكر؛ أنا مستعد لتلقي تلك النعمة التي هي الأعظم من كل النعم؛ لقد مكنتني عذابات الجسد من الاقتراب أكثر من ربي."
حتى عندما اقترب الموت، كان بريكويل يُعلِّم الإيمان البهائي لمرضى آخرين في جناح السل حيث كان محتجزًا. توفي توماس بريكويل في الساعة 7:00 مساءً يوم 13 يونيو 1902، عن عمر يناهز 30 عامًا. دُفِن في مقبرة بانتان في باريس. قال عبد البهاء للبهائيين في عكّا: "هل سمعتم؟ لقد صعد بريكويل. كنت حزينًا للغاية. لقد كتبت له لوح زيارة مؤثرًا. كتبته بمثل هذا الشعور حتى أنني بكيت أثناء الكتابة. يجب أن تترجموه جيدًا حتى لا يستطيع القارئ حبس دموعه." كتب استجابة لطلب والد بريكويل في ديسمبر 1902، وتمت مشاركته أيضًا عبر تشارلز ميسون ريماي. جزء صغير:
أيها بريكويل! يا عزيزي! أين عيناك الجميلتان؟ شفتيك الباسمتان؟ خدك الأمير؟ قامتك الرشيقة؟ أيها بريكويل! يا عزيزي! أتذكرك في جميع الأوقات، لن أنساك أبداً. أدعو لك ليلاً ونهاراً. أراك بوضوح أمامي، وكأنك في وضح النهار. أيها بريكويل! يا عزيزي!…
أرسل والد بريكويل ظرفًا إلى عبد البهاء الذي قال: "ما أطيب العطر الذي ينبعث من هذا الظرف، افتحه بسرعة وانظر من أين جاء. أسرع."  في الداخل كانت هناك بطاقة بريدية وظرف مختوم. كانت البطاقة تحتوي على كتابة ذهبية وجزء بنفسجي ملحق بها كتب عليها: "إنه ليس ميتًا، إنه يعيش في ملكوت الأبهى." وكان هنالك ملاحظة مضافة: "هذه الزهرة قُطفت من قبر بريكويل." قفز عبد البهاء فجأة من مقعده، وأخذ البطاقة البريدية، ووضعها على جبهته المباركة وبكى.

## الأهمية والإرث
القبر تم تأجيره لمدة خمس سنوات فقط ولم يحتفظ أي من أفراد أسرته الأحياء بدفع الإيجارات على القطعة. وعظامه جُمعت في معظمة المقبرة. بعد سنوات عديدة أصبحت القطعة شاغرة مرة أخرى وتقدمت الجمعية الوطنية الفرنسية بطلب للحصول على إذن لإقامة نصب تذكاري دائم لبريكويل في الموقع وتم إنشاؤه في عام 1997، رغم أن إدارة المقبرة أصرت على أن يكون النصب "بسيطًا". وأصبح الموقع نقطة محورية للحج. وشجع بيت العدل الأعظم للديانة البهائية، الرأس الحديث للديانة، المجتمع البهائي الفرنسي على مواصلة جهوده لاستعادة رفات بريكويل من معظمة العظام وإعادتها إلى قبرها الأصلي.
مكانة توماس بريكويل كبهائي بارز لها بعد روحي كما لها بعد مادي. في التأبين يقول ʻعبد البهاء إن بريكويل بلغ أعلى مرتبة روحية يمكن أن يصل إليها الإنسان، ورأى وجه الله. في الاستخدام البهائي، بالمصطلحات العربية، يقال إن بريكويل ترك "عالم الناسوت" الخاص بالبشر في العالم، "وهو عالم نفسي يجب أن نخوض فيه معاركنا الروحية"، إلى عالم الملكوت، أي "المحفل الأعلى"، ثم، وقد تأكد، ارتقى ليقف أمام عرش "رب الجبروت" – "عالم أم الكتاب واللوح المحفوظ". شوقي أفندي، رئيس الدين بعد ʻعبد البهاء، أعلن أن بريكويل كان واحداً من "الثلاثة الأضواء في المجتمعات البهائية الأيرلندية والإنجليزية والاسكتلندية". وأصبح بريكويل أيضاً أول بهائي غربي يقدم حقوق الله.
في ذكرى توماس بريكويل، تم تنفيذ المدارس الحيّة البهائية على نطاق وطني في بريطانيا العظمى في الثمانينيات وسميت تكريماً له، تبعتها كلية للتعليم عن بعد. في عام 1998 أصدر الموسيقي البهائي غرانت هيندن ميلر قرصًا مضغوطًا يحتوي على أغنية مستندة إلى بريكويل.

## طالع
- البهائية في المملكة المتحدة
- البهائية في فرنسا
- الديانة البهائية في الولايات المتحدة